# Боливийский католический университет Сан-Пабло
Боливийский католический университет Сан-Пабло (исп. Universidad Católica Boliviana San Pablo, UCB) — университет, входящий в систему Боливийских университетов, с главным кампусом в городе Ла-Пас, Боливия. Это одно из самых важных и представительных учебных заведений страны, признанное в 2017 году одним из 300 лучших университетов Латинской Америки. Он был официально основан Дженнаро Прата Вуоло 1 августа 1966 года под зависимостью и контролем Боливийской епископальной конференции.
Помимо главного кампуса в Ла-Пасе, Боливийский католический университет имеет три кампуса в Кочабамбе, Санта-Крус-де-ла-Сьерра и Тарихе, а также сельские академические подразделения, расположенные в сельских районах Боливии, факультет теологии «Сан-Пабло» и факультет сестринского дела «Сетон» в Кочабамбе, и насчитывает около 17 000 студентов на уровне бакалавриата и 2 000 на уровне аспирантуры. Университет состоит из 6 факультетов и кафедр, предлагающих в общей сложности 52 степени бакалавра по 85 программам в своих четырех кампусах, сельских академических подразделениях и Церковных работах с академическим охватом UCB.
Рейтинг QS World University Rankings 2022, подготовленный британской компанией Quacquarelli Symonds, признает Боливийский католический университет лучшим и самым престижным университетом Боливии, подчеркивая его академическую репутацию, влияние в исследовательских областях и качество профессоров.

## История

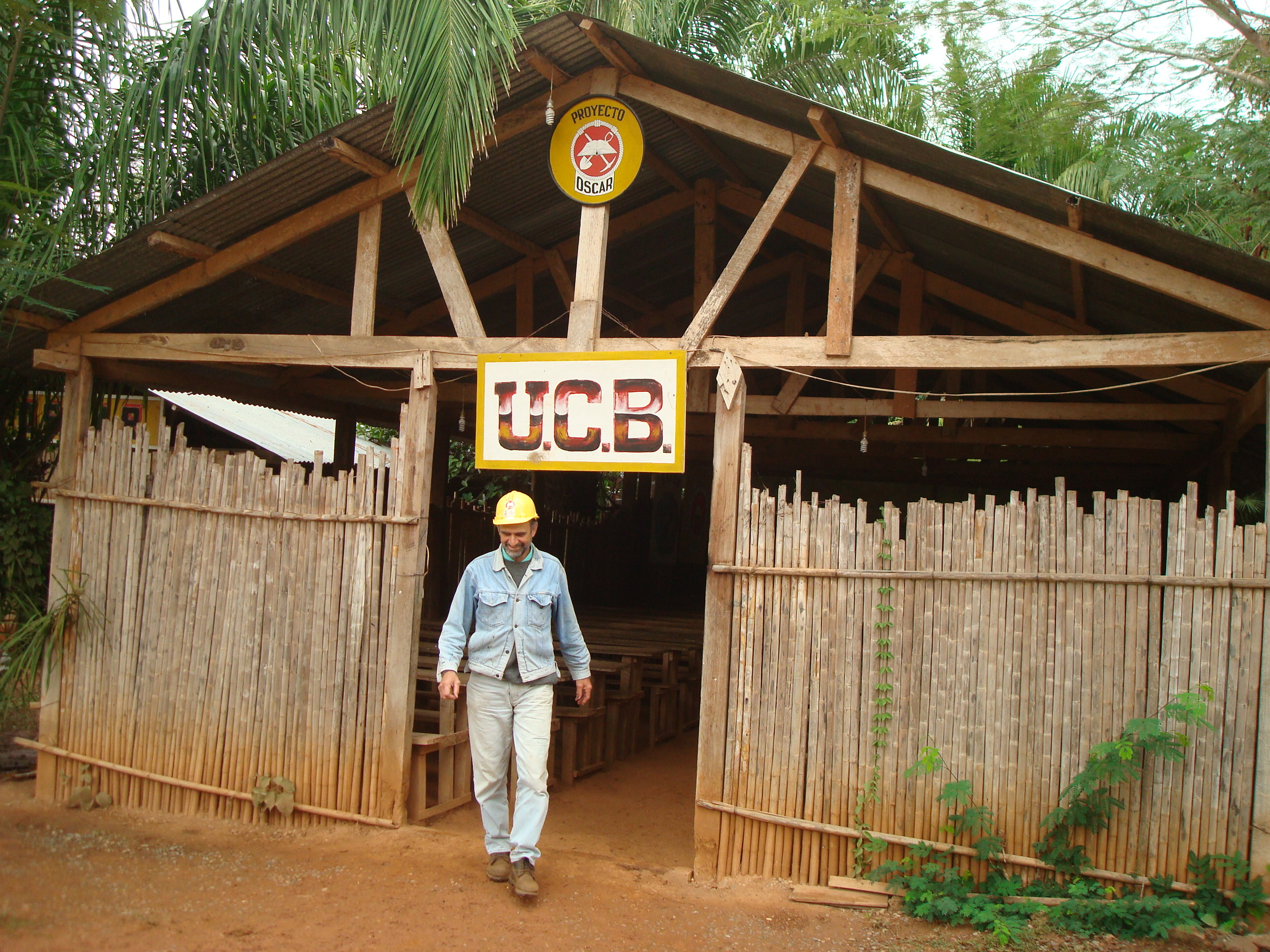
Лекционный зал университетских джунглей; на переднем плане бывший директор

Основание Боливийского католического университета берет свое начало в 1963 году, когда Дженнаро Прата Вуоло вместе с Кармине Рокко и доктором Луисом Адольфо Силесом Салинасом создали «Комитет за католический университет» (исп. Comité Pro Universidad Católica) с целью создания высшего учебного заведения, вдохновленного принципами католической церкви.
Три года спустя, 16 июля 1966 года, университет был основан в Ла-Пасе под названием Высший институт экономики и бизнеса (исп. Instituto Superior de Economía y Empresa). Первым настоятелем был Дженнаро Прата. Занятия официально начались 14 мая того же года. 16 июля 1966 года институт стал Боливийским католическим университетом Сан-Пабло с обнародованием декрета об основании, изданного Боливийской епископальной конференцией.
1 августа того же года правительство республики издало верховный декрет, разрешающий работу университета под контролем и в зависимости от Епископальной конференции. 21 марта 1994 года верховный декрет был возведен в ранг закона, который признает, что Боливийский католический университет является учреждением публичного права, обладающим академической и экономической автономией, что выводит его из-под контроля Епископальной конференции.
26 февраля 1971 года Боливийский католический университет основал второй кампус и официально начал свою деятельность в Кочабамбе с открытия философского факультета. В 1995 году в университете была реализована магистерская программа по развитию при сотрудничестве с Гарвардским институтом международного развития. После пересмотра академической системы эта программа стала одной из лучших и наиболее успешных аспирантских программ в Боливии.

## Инфраструктура

### Центральная библиотека
Целью Центральной библиотеки UCB является «Поддержка университетского сообщества в исследовательской деятельности и непрерывном образовании, путем предоставления информационных услуг и продуктов, которые мотивируют генерирование и передачу знаний и культурных ценностей, способствующих развитию боливийского общества».
Строительство новой Центральной библиотеки UCB было завершено в 2006 году, ее реальная вместимость составляет 200 читальных мест и 50 компьютеров, распределенных по шести этажам с читальными и учебными залами, которые имеют беспроводной доступ в Интернет.
Существуют различные способы доступа к библиографически-документальным материалам: открытые стеллажи (первый этаж), закрытые стеллажи (подвалы), где можно найти монографии, диссертации, дипломные проекты и аудиовизуальные материалы. Через сайт университета вы можете получить доступ к различным электронным ресурсам, таким как электронные книги, виртуальные библиотеки и базы данных, специализирующиеся на различных предметных областях.
Библиотека предлагает онлайн-каталог, просмотр интернет-страниц и несколько сетевых точек, подключенных к компьютерной сети университета, а также компьютерное оборудование на втором и четвертом этажах.
Система выдачи и возврата кредитов автоматизирована. Пользователи имеют доступ к электронному каталогу, который позволяет им получать информацию, используя различные варианты поиска с помощью персонального кода, предоставленного Центром информационных систем.
Все пользователи имеют доступ к ориентации и постоянному обучению по использованию и управлению всеми ресурсами, предлагаемыми в Центральной библиотеке.
В библиотеке работает персонал, специализирующийся в области библиотековедения, информатики, коммуникации и компьютерных наук и обученный оказывать должное внимание всем пользователям.

## Факультеты и кафедры

### Факультет экономики, административных и финансовых наук
- Деловое администрирование
- Экономика
- Государственная бухгалтерия
- Коммерческая инженерия
- Управление по туризму
- Финансовый инжиниринг
- Бизнес-инжиниринг
- Инжиниринг бизнес-инноваций
- Маркетинг и цифровые медиа
- Экономика и бизнес-аналитика

### Факультет социальных и гуманитарных наук
- Науки о социальной коммуникации
- Антропология
- Философия и литература
- Теология
- Психология
- Психопедагогика
- Факультет права и политических наук
- Политология
- Право

### Инженерный факультет
- Экологическая инженерия
- Биомедицинская инженерия
- Гражданское строительство
- Системная инженерия
- Инженерия телекоммуникаций
- Промышленная инженерия
- Мехатронная инженерия
- Химическая инженерия
- Инженерная биотехнология
- Инженерия агробизнеса
- Инженерия Интернета вещей
- Энергетическое машиностроение
- Инженерия биохимии и биопроцессов

### Факультет архитектуры и графического дизайна
- Архитектура
- Графический дизайн
- Цифровой дизайн

### Департамент здравоохранения
- Медицина
- Стоматология
- Кинезиология и физиотерапия
- Сестринское дело

### Школа производства и конкурентоспособности
- Бизнес и наука о данных
- Бизнес и дизайн
- Бизнес и информационные технологии
- Международный бизнес
- Создание и развитие бизнеса
- Менеджмент и предпринимательство (высшее техническое)